# Tokugawa Iesato
Tokugawa Iesato est un nom japonais traditionnel ; le nom de famille (ou le nom d'école), Tokugawa, précède donc le prénom (ou le nom d'artiste) Iesato.
Tokugawa Iesato, 1er duc Tokugawa (徳川 家達) (24 août 1863 - 5 juin 1940) est un homme politique japonais.
Il est le 16e chef du clan Tokugawa.

## Biographie

### Jeunesse
Tokugawa Iesato est né dans la branche Tayasu du clan Tokugawa sous le nom de « Kamenosuke » et en devient le 16e chef à la suite de la démission du dernier shogun Tokugawa Yoshinobu. Ses frères sont Tokugawa Satotaka et Tokugawa Takachiyo qui aident à la direction des Tayasu à différentes occasions. Iesato est également brièvement daimyō de l'éphémère domaine de Shizuoka avant l'abolition du système han en juillet 1871. Bien qu'il soit le fils adoptif de Yoshinobu, son tuteur est Matsudaira Naritami, l'ancien seigneur du domaine de Tsuyama.

## Vie publique

### Carrière politique

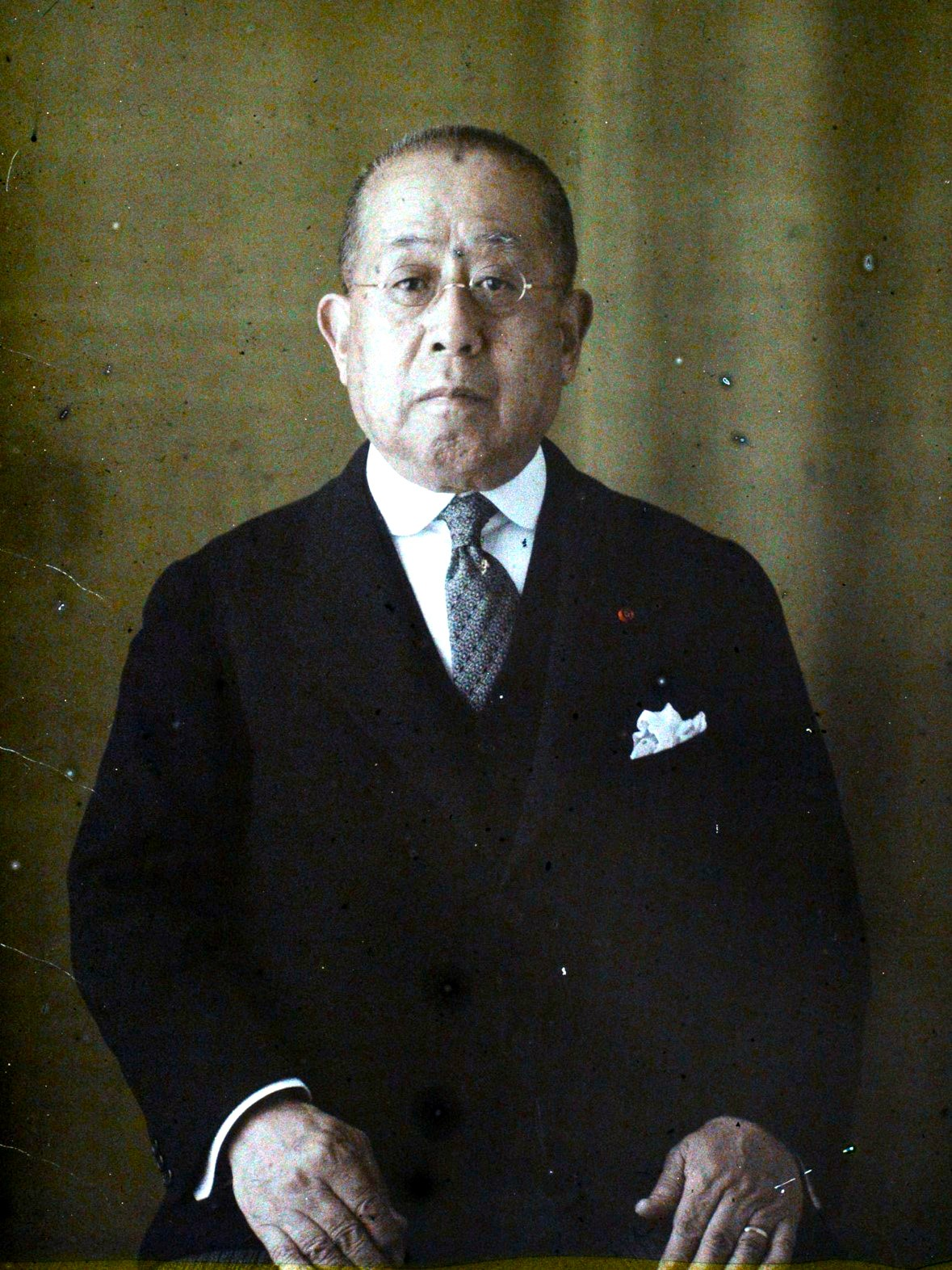
Tokugawa Iesato (1930).

En 1877, Iesato est envoyé en Grande-Bretagne faire ses études. Il revient au Japon en 1882 et reçoit le titre de duc (kōshaku, 公爵) dans le cadre un nouveau système nobiliaire (kazoku) de l'ère Meiji. Il devient membre de la Chambre des pairs de la Diète du Japon lors de sa création en 1890 et préside la Chambre de 1901 à 1933. Quand l'administration du Premier ministre Yamamoto Gonnohyoe tombe à la suite du scandale Siemens, un fort mouvement pousse à la nomination de Tokugawa Iesato au poste laissé vacant.
À la suite de la Première Guerre mondiale, Iesato est membre de la délégation japonaise à la conférence navale de Washington. Son soutien à la position américaine sur la division 10:10:6 des forces navales entre les États-Unis, la Grande-Bretagne et le Japon suscite une intense colère des mouvements d'extrême droite et des factions conservatrices au sein de la Marine impériale japonaise.
Iesato est crédité pour avoir reconstitué la réputation et la puissance politique de la famille Tokugawa, occupant de nombreux postes gouvernementaux importants avant de se retirer, dont la sixième présidence de la Croix-Rouge japonaise, celle de l'Association nationale des sociétés nippo-américaines ainsi que la présidence du comité national d'organisation des Jeux olympiques d'été de 1940.
Iesato aurait dit à propos de son père adoptif : « Yoshinobu a détruit la maison Tokugawa, je l'ai reconstruite. »
Sa tombe se trouve au cimetière de la famille Tokugawa au temple de Kan'ei-ji à Ueno. Iemasa Tokugawa lui succède.

## Distinctions

### Décorations japonaises
- Grand cordon de l'ordre suprême du Chrysanthème (5 juin 1940)
- Grand cordon de l'ordre du Soleil levant (11 février 1924)
- Chevalier de l'ordre du Trésor sacré (4e classe) (30 juin 1897)

### Décorations étrangères

#### Belgique
- Grand-croix de l'ordre de la Couronne (7 mars 1920)

#### Empire britannique
- Chevalier grand-croix de l'ordre de l'Empire britannique (3 juillet 1918)

#### Empire coréen
- Chevalier de l'ordre de la Fleur de prunier (12 juin 1907)
- Chevalier de l'ordre de Taegeuk (1re classe) (20 octobre 1905)

#### France
- Médaille de la Reconnaissance française (8 octobre 1919)

#### Dynastie Qing
- Chevalier de l'ordre du Double Dragon (1re classe, 3e grade) (17 janvier 1907)

#### Royaume de Yougoslavie
- Grand-croix de l'ordre de l'Aigle blanc (13 mars 1920)